# آيت سمكان (سيروا)
آيت سمكان هي إحدى مشيخات المملكة المغربية، تتبع جغرافيا لإقليم ورززات وإداريًا لسيروا. يقدر عدد سكانها بـ 2052 نسمة حسب الإحصاء الرسمي للسكان والسكنى لسنة 2004.